# Текстология Нового Завета
Текстология Нового Завета — одно из направлений библеистики, занимающееся вопросами создания и распространения новозаветных книг в древности, описанием наиболее важных рукописных документов, содержащих текст Нового Завета, а также историей критики текста Нового Завета.

## История критики текста Нового Завета
При всём многообразии рукописей Нового Завета в них можно выделить некоторые черты, свидетельствующие о месте распространения или возникновения. Теория происхождения и развития новозаветного текста претерпевала изменения вместе с развитием текстологии.
Три типа текста, выделенных ещё в XVIII веке Землером, всё ещё являются основой практически всех заслуживающих внимание попыток реконструкции истории текста. Эти три типа — византийский, западный и александрийский. Эти типы имеют также другие названия. Византийский иначе называется сирийским, традиционным, церковным, или текстом большинства. Западный текст иначе называют D-текстом, а Александрийский — оригинальным, нейтральным (у Хорта-Весткота), или прото-александрийским. Но за различными названиями в разных теориях скрываются три основных типа текста, существование которых учёными сегодня не обсуждается. Обсуждаются их соотношение и происхождение. Приводятся аргументы в пользу близости к оригиналу каждого из этих типов, и иногда одинаковые аргументы приводят к совершенно противоположным выводам о первоначальной истории текста.

### Родоначальники новозаветной текстологии
Впервые попытку сгруппировать рукописи Нового Завета предпринял в начале XVIII века Иоганн Альбрехт Бенгель, начавший развивать методологию текстологического исследования. Бенгель выделил две большие группы («народы») рукописей: «азиатскую» (включающую рукописи более позднего времени, происходившие из Константинополя и близлежащих районов) и «африканскую» (в которую вошли рукописи двух подгрупп, представленных Александрийским кодексом и старолатинским текстом). Именно этот аспект исследований Бенгеля получил развитие в трудах его последователей, разрабатывавших концепции учёного в XVIII и XIX веке. Трудами именно в данной области известны Землер, Гризбах и некоторые другие текстологи того времени.
Немецкий учёный Землер развил теорию Бенгеля, предложив названия «восточная» и «западная» группы и указав, что эти группы восходят к редакциям, подготовленным Лукианом Антиохийским и Оригеном соответственно. Впоследствии, в результате расширения исследований в области текстологии, взгляды учёного претерпели изменение, и в работе Apparatus ad liberalem Novi Testamenti interpretationem, изданной в Halle в 1767 году Землер предложил деление новозаветных рукописей на александрийскую (восходящую к Оригену и отражённую сирийским, эфиопским и бохейрским переводами), восточную (бытовавшую в Антиохийской и Константинопольской Церквях) и западную (отражённую в латинском переводе и в патристических сочинениях) группы.

### Развитие новозаветной текстологии
Основы современной научной текстологии Нового Завета были заложены во второй половине XVIII века Иоганном Якобом Гризбахом, изучившим историю передачи новозаветного текста в античном мире и развившим теорию Бенгеля и Землера о распределении рукописей по различным рецензиям. Немецкий учёный выделил александрийскую (восходящую к Оригену), западную (представленную кодексом D, латинскими переводами, частью сирийской Пешитты и арабских переводов) и византийскую рецензии. Последняя, по мнению Гризбаха, являлась позднейшей компиляцией двух первых и была представлена кодексом А (Евангелия) и большим количеством поздних унциальных и минускульных рукописей и большей частью патристических цитат.

### Группировка рукописей и создание стемм
В 1831 году Карл Лахманн направил усилия текстологов на новый путь, впервые применив генеалогический метод исследования рукописей. Теперь учёные не просто группировали рукописи, пытаясь восстановить историю текста, а создавали стеммы, генеалогию конкретных рукописей Нового Завета.
Следующим этапом в разработке теории типов новозаветного текста можно считать работу двух британских текстологов, Весткота и Хорта, успешно совместивших методы группировки рукописей и создания стемм. Это и позволило им создать первую по-настоящему успешную и всестороннюю реконструкцию истории передачи новозаветного текста. Подготовленное Весткотом и Хортом критическое издание «The New Testament in the Original Greek» было выпущено в 1881 году. Первый том издания содержал греческий текст, а во второй том вошли введения и приложения, в которых излагались принципы текстологии и обсуждались спорные места. Учёные не стремились сделать коллации манускриптов, а использовали собрание разночтений, развив при этом методологию, разработанную Гризбахом и применив её к источникам новозаветного текста. На основе изучения отношений между источниками Весткот и Хорт выделили четыре основных типа текста: нейтральный (или промежуточный, наиболее близкий к первоначальному оригиналу), александрийский (испытавший на себе влияние греческой литературной школы), западный (неустойчивый и нестабильный текст бродячих проповедников), и сирийский, выделившийся позднее всех других типов.

До появления издания Хорта-Весткота главной задачей учёных-текстологов было показать ошибочность представления, согласно которому более поздние рукописи (по сути, Textus Receptus) представляют оригинальный текст Нового Завета. Весткоту и Хорту это удалось. Таким образом, внимание последующих учёных почти полностью приковано к до-византийскому тексту, бытовавшему до IV века. Хотя в XX веке предпринимались попытки доказать оригинальность византийского текста на основе новых данных, ни одна из них не получила признания. Как указывает в своей статье современный исследователь J. Petzer, 

«Никто из современных защитников оригинальности византийского текста не смог привнести новых данных, свидетельствовавших бы в пользу последнего. Внимания заслуживает разве что попытка Harry Sturz показать, что многие чтения, прежде считавшиеся типично византийскими и таким образом позднего происхождения, были обнаружены в древних папирусах. <…> Но любой тип текста — это не мозаика из различных чтений, но их определённое сочетание, и в целом византийский тип текста засвидетельствован в рукописях не ранее III века».

### XX век
Ещё одна попытка реконструкции истории новозаветного текста принадлежит фон Зодену, подготовившему самое фундаментальное издание греческого текста Нового Завета в XX веке (1913 г.). Благодаря помощи учеников, ему удалось собрать и изучить коллации огромного числа доселе неисследованных рукописей. Однако его труд не оказал большого влияния на новозаветную текстологию, так как в своём издании он применил новую, разработанную им самим и крайне сложную систему обозначения рукописей, указывавшую на дату появления, содержание и тип каждого документа. В критическом аппарате также отражена классификация типов текста рукописей, содержащих Евангелия. Эта классификация основана на рассмотрении основных текстовых характеристик, на форме текста перикопы о грешнице, и на разбивке по главам, приложенной к ним. С помощью этих критериев учёный разделил источники на три основных группы: койне, исихиевскую и иерусалимскую редакции.